# Inese Jaunzeme
Inese Vilisovna Jaunzeme (in russo Инесе Вилисовна Яунземе?; Pljavinjas, 21 maggio 1932 – Riga, 13 febbraio 2011) è stata una giavellottista sovietica, medaglia d'oro ai Giochi olimpici del 1956.

## Palmarès
| Anno | Manifestazione | Sede      | Evento                 | Risultato | Misura  | Note            |
| ---- | -------------- | --------- | ---------------------- | --------- | ------- | --------------- |
| 1956 | Olimpiadi      | Melbourne | Lancio del giavellotto | Oro       | 53,86 m | Record olimpico |